# Konstantin Kammerhofer
Konstantin Kammerhofer, född 23 januari 1899 i Turnau, Steiermark, död 29 september 1958 i Oberstdorf, Bayern, var en österrikisk SS-Gruppenführer och generallöjtnant i polisen. Han var SS- och polischef i Kaukasien-Kuban (1942) och i Aserbeidschan (1942–1943).
Från 1943 till 1945 var Kammerhofer på Reichsführer-SS Heinrich Himmlers uppdrag Högre SS- och polischef i Oberoende staten Kroatien. Kammerhofer hade bland annat i uppgift att samordna bekämpningen av partisaner och četniker.